# Primo teorema di Shannon
Nella teoria dell'informazione, il primo teorema di Shannon (o teorema della codifica di sorgente), stabilisce dei limiti alla massima compressione possibile di un insieme di dati e definisce il significato operativo dell'entropia.
Il teorema stabilisce che, per una serie di variabili aleatorie indipendenti ed identicamente distribuite (i.i.d.) di lunghezza che tende ad infinito, non è possibile comprimere i dati in un messaggio più corto dell'entropia totale senza perdita di informazione. Al contrario, compressioni arbitrariamente vicine al valore di entropia sono possibili, con probabilità di perdita di informazione piccola a piacere.
Il teorema della codifica di sorgente per simboli di codice, stabilisce un limite inferiore e superiore alla minima lunghezza attesa di una serie di parole di codice, in funzione dell'entropia della parola in ingresso (vista come una variabile aleatoria) e della dimensione dell'alfabeto in esame.

## Codifica di sorgente
La codifica di sorgente è un mappaggio da una sequenza di simboli generati da una sorgente ad una sequenza di simboli di un alfabeto (solitamente binario), tale che i simboli sorgenti possano essere esattamente recuperati dai bit (codifica senza perdite) o recuperati con qualche distorsione (codifica con perdite). Questo è il concetto che sta alla base della compressione dei dati.
In altre parole si può dire che è la modalità con la quale ciascun evento associato ad una sorgente discreta viene codificato mediante una sequenza di simboli.

## Qualità dell'informazione
La codifica di sorgente introduce i concetti alla base della "qualità dell'informazione":
- la quantità di informazione {\displaystyle I(x)} è data da {\displaystyle I(x)=-{\log _{2}P(x)}}, dove {\displaystyle P(x)} è la probabilità dell'informazione. Si può quindi dire che tra l'informazione stessa e la sua probabilità vi è una relazione inversamente proporzionale (un'alta probabilità porta ad una bassa quantità di informazione e viceversa).

Volendo, ora, stabilire un'unità di misura è opportuno far riferimento al caso in cui si ha bisogno dell'informazione minima per prendere una decisione.
Trascurando il caso limite (quando l'evento è certo) nel quale esiste un solo risultato, il caso con il minimo bisogno di informazione è quello in cui esistono due possibili risultati equiprobabili (es.: il lancio di una moneta).
Si definisce con bit la quantità di informazione necessaria, e sufficiente, per discriminare e decidere tra due soli eventi equiprobabili: {\displaystyle 1bit=K{\log _{2}(1/2)}}, dove {\displaystyle K} è l'indice di proporzionalità.
- L'informazione mediata, o entropia, {\displaystyle H(x)} è pesata dai contributi dell'informazione per la sua probabilità: {\displaystyle H(x)=\sum _{i=1}^{n}P(x)*I(x)} [bit/simbolo].
- La velocità di modulazione, o baudrate è la velocità di emissione dei simboli da parte della sorgente: {\displaystyle V={\frac {1}{Ts}}}, dove {\displaystyle Ts} è la durata del simbolo.
- La velocità di trasmissione media dell'informazione del sistema, o bitrate, si calcola con: {\displaystyle R=V*H(x)}.

Altri parametri importanti si riassumono in:
- Lunghezza media del simbolo {\displaystyle \sum _{i=1}^{n}P(x)*ni} (ni=lunghezza del codice)
- Rendimento del codice {\displaystyle \eta ={\frac {H(x)}{L}}}(η assume valori da 0 a 1)
- Ridondanza {\displaystyle \gamma =1-\eta }.

### Teorema della codifica di sorgente
In teoria dell'informazione il teorema della codifica di sorgente (Claude Shannon, 1948) stabilisce che:

### Teorema della codifica di sorgente per simboli di codice
Sia {\displaystyle X} una variabile casuale a valori in un alfabeto finito {\displaystyle \Sigma _{1}} e sia {\displaystyle f} un codice decifrabile (ossia una funzione univoca) da {\displaystyle \Sigma _{1}^{*}} a {\displaystyle \Sigma _{2}^{*}}, dove {\displaystyle |\Sigma _{2}|=a}. Sia S la risultante lunghezza della parola di codice {\displaystyle f(X)}.
Se {\displaystyle f} è ottima nel senso che ha la minima lunghezza attesa per la parola di codice {\displaystyle X}, allora
{\displaystyle {\frac {H(X)}{\log _{2}a}}\leq \mathbb {E} \left\lbrace S\right\rbrace <{\frac {H(X)}{\log _{2}a}}+1}
(Shannon 1948)

## Dimostrazione: teorema della codifica di sorgente
Siano {\displaystyle X} una sorgente di variabili i.i.d. e {\displaystyle X_{1},...,X_{n}} una serie di uscite con entropia {\displaystyle H(X)} nel caso discreto ed uguale entropia differenziale nel caso continuo. Il teorema della codifica di sorgente stabilsce che per ogni
{\displaystyle \varepsilon >0}, esiste un {\displaystyle n} abbastanza grande ed un codificatore che prende {\displaystyle n} uscite i.i.d. della sorgente e le mappa su {\displaystyle n.(H(X)+\varepsilon )} bit, in modo che i simboli sorgente {\displaystyle X^{1:n}} siano recuperabili con probabilità di almeno {\displaystyle 1-\varepsilon }.
Dimostrazione di raggiungibilità
Sia fissata una qualche {\displaystyle \varepsilon >0}. L'insieme tipico, {\displaystyle A_{n}^{\varepsilon }}, è definito come
{\displaystyle A_{n}^{\varepsilon }=\;\left\{x_{1}^{n}:\left|-{\frac {1}{n}}\log p(X_{1},X_{2},...,X_{n})-H_{n}(X)\right|<\varepsilon \right\}}
La proprietà di equipartizione asintotica (AEP), mostra che per un {\displaystyle n} largo abbastanza, la probabilità che una sequenza generata dalla sorgente cada nell'insieme tipico, {\displaystyle A_{n}^{\varepsilon }}, tende ad uno. In particolare per un {\displaystyle n} grande abbastanza,{\displaystyle P(A_{n}^{\varepsilon })>1-\varepsilon }.
La definizione di insieme tipico, implica che le sequenze che cadono nell'insieme tipico soddisfano la condizione
{\displaystyle 2^{-n(H(X)+\varepsilon )}\leq p(x_{1},x_{2},...,x_{n})\leq 2^{-n(H(X)-\varepsilon )}}
Si noti che:
- La probabilità che una sequenza di {\displaystyle X} cada in {\displaystyle {A_{\varepsilon }}^{(n)}} è maggiore di {\displaystyle 1-\varepsilon }
- {\displaystyle \left|{A_{\varepsilon }}^{(n)}\right|\leq 2^{n(H(X)+\varepsilon )}} , dato che la probabilità dell'insieme {\displaystyle {A_{\varepsilon }}^{(n)}} è al massimo uno.
- {\displaystyle \left|{A_{\varepsilon }}^{(n)}\right|\geq (1-\varepsilon )2^{n(H(X)-\varepsilon )}}. Per la prova è sufficiente utilizzare il limite superiore della probabilità di ogni termine nell'insieme tipico ed il limite inferiore sulla probabilità dell'insieme set {\displaystyle {A_{\varepsilon }}^{(n)}}.

Dato che {\displaystyle \left|{A_{\varepsilon }}^{(n)}\right|\leq 2^{n(H(X)+\varepsilon )},n.(H(X)+\varepsilon )\;} bit sono sufficienti per rappresentare ogni stringa nell'insieme.
L'algoritmo di codifica: il codificatore controlla che la sequenza di ingresso cada nell'insieme tipico; se sì produce in uscita l'indice della sequenza d'ingresso nell'insieme tipico; se no, il codificatore produce un arbitrario unumero binario {\displaystyle n.(H(X)+\varepsilon )} . Se la sequenza ricade nell'insieme tipico, il che avviene con probabilità di almeno {\displaystyle 1-\varepsilon }, il codificatore non commette errori. Quindi la probabilità di errore del codificatore è inferiore a {\displaystyle \varepsilon }.
Prova dell'inverso
L'inverso si dimostra mostrando che qualunque insieme di dimensione inferiore a {\displaystyle A_{n}^{\varepsilon }}, avrebbe probabilità al limite sicuramente inferiore a 1 .

## Dimostrazione: teorema della codifica di sorgente per simboli di codice
Sia {\displaystyle s_{i}} la lunghezza di ogni possibile parola di codice {\displaystyle x_{i}} ({\displaystyle i=1,\ldots ,n}). Definito {\displaystyle q_{i}=a^{-s_{i}}/C}, dove {\displaystyle C} è tale che {\displaystyle \sum q_{i}=1}.
Allora
{\displaystyle {\begin{array}{rcl}H(X)&=&-\sum _{i=1}^{n}p_{i}\log _{2}p_{i}\\&&\\&\leq &-\sum _{i=1}^{n}p_{i}\log _{2}q_{i}\\&&\\&=&-\sum _{i=1}^{n}p_{i}\log _{2}a^{-s_{i}}+\sum _{i=1}^{n}\log _{2}C\\&&\\&\leq &-\sum _{i=1}^{n}-s_{i}p_{i}\log _{2}a\\&&\\&\leq &\mathbb {E} \left\lbrace S\right\rbrace \log _{2}a\\\end{array}}}
dove la seconda linea deriva dalla disuguaglianza di Gibbs e la quarta dalla disuguaglianza di Kraft-McMillan: {\displaystyle C=\sum _{i=1}^{n}a^{-s_{i}}\leq 1} e dunque 
{\displaystyle \log C\leq 0}.
per la seconda disuguaglianza possiamo imporre
{\displaystyle s_{i}=\lceil -\log _{a}p_{i}\rceil }
in modo che
{\displaystyle -\log _{a}p_{i}\leq s_{i}<-\log _{a}p_{i}+1}
e quindi
{\displaystyle a^{-s_{i}}\leq p_{i}}
e
{\displaystyle \sum a^{-s_{i}}\leq \sum p_{i}=1}
e dalla disuguaglianza di Kraft, esiste una codice univoco con parole di codice aventi tale lunghezza. Quindi il minimo {\displaystyle S} soddisfa
{\displaystyle {\begin{matrix}\mathbb {E} \left\lbrace S\right\rbrace &=&\sum p_{i}s_{i}\\&&\\&<&\sum p_{i}\left(-\log _{a}p_{i}+1\right)\\&&\\&=&\sum -p_{i}{\frac {\log _{2}p_{i}}{\log _{2}a}}+1\\&&\\&=&{\frac {H(X)}{\log _{2}a}}+1\\\end{matrix}}}

## Estensione a sorgenti indipendenti non-stazionarie

### Codifica di sorgente senza perdita a tasso fisso per sorgenti indipendenti discrete e non stazionarie
Sia definito l'insieme tipico {\displaystyle A_{n}^{\varepsilon }} come
{\displaystyle A_{n}^{\varepsilon }=\;\{x_{1}^{n}:\left|-{\frac {1}{n}}\log p(X_{1},X_{2},...,X_{n})-{\bar {H_{n}}}(X)\right|<\varepsilon \}}
Allora per un dato {\displaystyle \delta >0}, per un {\displaystyle n} grande abbastanza, {\displaystyle \Pr(A_{n}^{\varepsilon })>1-\delta }.Ora ci limitiamo a codificare le sequenze nell'insieme tipico ed il solito metodo di codifica mostra che la cardinalità di questo insieme è inferiore a {\displaystyle 2^{n({\bar {H_{n}}}(X)+\varepsilon )}}. Quindi, in media, {\displaystyle {\bar {H_{n}}}(X)+\varepsilon } bitn sono sufficienti per codificare la sequenza con probabilità di corretta decodifica superiore a {\displaystyle 1-\delta }, dove {\displaystyle \varepsilon \;{\mbox{ e }}\;\delta } possono essere rese piccole a piacere aumentando {\displaystyle n}.